# 米兰·蒂契奇
米兰·蒂契奇（羅馬化：Milan Tičić，1979年8月14日—），黑山男子水球运动员。他曾代表黑山国家队参加2008年夏季奥林匹克运动会水球比赛，结果队伍获得第四名。